# قرطوفة
قرطوفة، إحدي بلديات دائرة الرحوية بولاية تيارت الجزائرية.